# 峨眉手参
峨眉手参（学名：Gymnadenia emeiensis）为兰科手参属下的一个种。其种加词“emeiensis”意为“四川峨眉山的”。